# A Thousand Words
A Thousand Words (bra: As Mil Palavras) é um filme de comédia dramática estadunidense de 2012, estrelado por Eddie Murphy e dirigido por Brian Robbins. Foi lançado nos cinemas em 9 de março de 2012, quatro anos depois de ter sido filmado em 2008.

## Sinopse
O arrogante e ganancioso Jack McCall (Eddie Murphy) é um agente literário casado e com um filho pequeno de três anos. Jack costuma usar o seu persuasivo "dom da palavra" para conseguir grandes ofertas literárias, sem ter medo de mentir e trapacear para obtê-las.
Enquanto tenta fechar um acordo para publicar o livro do guia espiritual e guru de auto-ajuda Dr. Sinja, Jack descobre uma árvore Bodhi que brotou do nada em seu jardim. Ele descobre que tudo o que acontece com a árvore, ocorre com ele também, e aos poucos vai percebendo que a cada palavra que pronuncia (e também a cada palavra que escreve), uma folha cai, sendo que após a milésima folha cair, Jack morrerá.
Com a ajuda de Sinja e de seu jovem assistente Aaron, Jack passa a economizar ao máximo suas palavras (tentando interagir com gestos e mímicas), passando por várias situações que vão da comédia ao drama, fazendo ele perder sua família, seu emprego e fazer um balanço sobre sua vida e sobre todas as escolhas que fez.

## Elenco
- Eddie Murphy como Jack McCall
- Cliff Curtis como Dr. Sinja
- Clark Duke como Aaron Wisenberger
- Kerry Washington como Caroline McCall
- Allison Janney como Samantha Davis
- Ruby Dee como Annie McCall (a mãe de Jack)
- Jack McBrayer como Funcionário do Café Starbucks
- Phil Reeves como Don Parker
- Steve Little como Co-Trabalhador
- John Witherspoon como Velho cego
- Kayla Blake como Emily
- Lennie Loftin como Robert Gilmore
- David Burke como Gil Reed
- Alain Chabat como Christian Léger de la Touffe
- Eshaya Draper como Jack (criança)
- Sarah Scott Davis como Annie (jovem)
- Ted Kennedy como Mendigo

## Produção
A Thousand Words foi filmado em 2008 em Los Angeles, Califórnia e era para ser lançado em 2009, mas foi repetidamente adiada depois de ser pego na separação de DreamWorks Pictures da Paramount Pictures e Viacom. Durante uma entrevista para Fred: The Movie, diretor Brian Robbins afirmou que o filme seria lançado em 2011.
Refilmagens foram feitas sobre o filme no início de 2011.
O filme foi então dada uma liberação para janeiro de 2012, mas depois que Murphy foi anunciado como anfitrião do Oscar (mais tarde ele deixou o cargo), o filme foi dado uma liberação para 23 de março de 2012; este foi posteriormente empurrado para 20 de abril de 2012 antes de abrir nos cinemas norte-americanos na data de seu lançamento oficial, de 9 de março de 2012.

## Lançamento

### Bilheteria
O filme ganhou US$ 18 450 127 na América do Norte, juntamente com US$ 3 594 150 em outros países, para um total mundial de US$ 22 044 277, apenas metade do seu orçamento de produção estimado de US$ 40 milhões.

## Resposta da crítica
O filme recebeu críticas negativas universalmente. Rotten Tomatoes dá ao filme uma pontuação de 0%, ou uma classificação média de 3.2 de 10, com base em comentários de 54 críticos. O consenso no Rotten Tomatoes é que "piadas datadas (A Thousand Words foi filmado em 2008) e remover a voz de Eddie Murphy - seu maior trunfo cômico - condena esta confusão dolorosa desde o início." O site também deu ao filme o prêmio Moldy Tomato para o de pior filme revisto em 2012.
The Guardian comentou que "Todos, ao que parece, está unida pelo terror A Thousand Words". No entanto, o crítico Armond White elogiou o filme como "a crítica mais pessoal a Hollywood desde Clifford Odets em The Knife Big.
Planos de uma data de lançamento britânico para 8 de junho de 2012, foram canceladas devido a dificuldades não identificadas, e o filme foi lançado diretamente em vídeo em 16 de julho de 2012.

## Prêmios

### Framboesa de Ouro
A Thousand Words recebeu três indicações nas categorias de pior filme, pior ator (Eddie Murphy) e pior roteiro (Steve Koren).
- Pior Filme (perdeu para The Twilight Saga: Breaking Dawn – Part 2)
- Pior Ator (perdeu para Adam Sandler, em That's My Boy)
- Pior Roteiro (perdeu para David Caspe, também de That's My Boy)